# Gornja Panonija (rimska provinca)
Gornja Panonija (latinsko: Pannonia Superior), provinca Rimskega cesarstva z glavnim mestom Carnuntum, ustanovljena leta 103. Provinca je obsegala dele sedanje Avstrije, Slovaške, Madžarske, Slovenije,  Hrvaške  in Bosne in Hercegovine. 

## Mesta
V Gornji Panoniji so bila naslednja pomembna mesta:
- Andautonia (sedanje Ščitarjevo)
- Aquae Balissae (sedanji Daruvar)
- Arrabona (sedanji Győr)
- Iovia Botivo (sedanji Ludbreg)
- Poetovio (sedanji  Ptuj)
- Savaria (sedanji Szombathely)
- Scarbantia (sedanji Sopron)
- Servitium/Serbinum (sedanja Gradiška)
- Siscia (sedanji Sisak)
- Vindobona (sedanji Dunaj)

## Kasnejša raba imena
Približno od leta 796 do 828/830 se je Gornja Panonija imenovalo ozemlje sedanje zahodne Madžarske severno od Drave in vzhodno od Karantanije in Kranjske, ki je bilo pod frankovskim vplivom.  Od leta 828/830 dalje se je ime nanašalo na del Panonske nižine severno od reke Rabe in vzhodno od Tullna v Spodnji Avstriji. Ime se pojavlja tudi mnogo kasneje v podobnem, vendar širšem pomenu. Otto von Freising na primer ga je v 12. stoletju uporabljal za poimenovanje (prave) Avstrije.